# Ernst Ludwig Pies

Ernst Ludwig Pies

Ernst Ludwig Pies (* 23. Februar 1885 in Langenlonsheim; † 27. Mai 1942 ebenda) war ein deutscher Politiker (NSDAP).

## Leben und Wirken
Pies wurde als Sohn eines selbständigen Weinbauern geboren. Er besuchte die Volksschule, anschließend das Gymnasium in Bad Kreuznach bis zur Obersekundareife. Später begann er das Studium der Landwirtschaft an der Universität Leipzig, das er vorzeitig abbrach, um 1905 den Betrieb seiner Eltern in Langenlonsheim zu übernehmen. 1910 wurde er Gemeinderatsmitglied seines Heimatortes.
Im August 1914 zog Pies als Ersatzreservist mit dem Fußartillerieregiment 8 in den Ersten Weltkrieg. Von 1914 bis 1918 kämpfte er an der Front, ab 1916 als Leutnant der Landwehr. Im Krieg wurde er mit dem Eisernen Kreuz beider Klassen ausgezeichnet.
Nach Kriegsende lebte Pies erneut als Landwirt und Weinbauer in Langenlonsheim. Im April 1923 wurde Pies wegen passiven Widerstandes gegen die alliierte Rheinlandbesetzung als Beigeordneter der Bürgermeisterei Langenlonsheim über ein Jahr ausgewiesen. Später wurde er Mitglied im Bürgermeistereibeirat und Erster Beigeordneter der Gemeinde Langenlonsheim. 
Zum 1. Dezember 1930 trat Pies in die NSDAP ein (Mitgliedsnummer 393.109). 1931 wurde er Gemeindevorsteher von Langlonsheim. Bis 1933 gehörte er dem Vorstand des Oberrheinischen Landbundes an; zudem war er Vorstandsmitglied des Preußischen Weinbauernverbandes. Bei der Reichstagswahl vom Juli 1932 wurde Pies als Kandidat der NSDAP für den Wahlkreis 21 (Koblenz-Trier) in den Reichstag gewählt, dem er in der Folge bis zum März 1936 angehörte. Das Ermächtigungsgesetz vom 24. März 1933, das die juristische Grundlage für die Errichtung der NS-Diktatur bildete, wurde unter anderem auch mit Pies’ Stimme verabschiedet. 1938 kandidierte Pies für den Reichstag, erhielt aber kein Mandat. Daneben war er Mitglied des Kreistages von Kreuznach.